# Bald Mountain (Idaho)
Der Bald Mountain ist ein Berg im Süden des US-Staates Idaho nahe der Stadt Ketchum (Blaine Country). Der Bald Mountain ist der zentrale Berg des Sun-Valley-Skigebietes. Bekannt ist das Gebirgsmassiv für die langen Abfahrten mit anspruchsvollen Gefällen und vielen verschiedenen Schwierigkeitsgraden. Der Berg im Sawtooth National Forest gehört in Idahos Smoky Mountains zu den Höchsten.

## Allgemein
Die Nord-Ost Flanke des Berges erhebt sich 1036 m über dem anliegenden Tal. Der Berg ist mit 14 Skiliften erschlossen, es gibt 75 Skipisten und insgesamt 8,31 km² Piste, davon werden 2,64 km² hauptsächlich künstlich beschneit. 36 % der Pisten sind leicht, 42 % mittel und 22 % schwierig. Vor dem Bald Mountain befindet sich der Dollar Mountain, welcher ebenfalls von Skiliften erschlossen ist. Auf  diesem Berg befinden sich ausschließlich leichte Pisten.
Der Bald Mountain ist unabhängig von der Bald Mountain Ski Area (einem kleineren Skiberg in der Nähe von Pierce (Clearwater Country)).

## Geschichte
In den 1940er Jahren wurde der Bald Mountain zum Skifahren mit anfangs drei Liften erschlossen. Die Lifte reichten bis auf 2749 m Höhe knapp unterhalb des Gipfels.

## Trivia

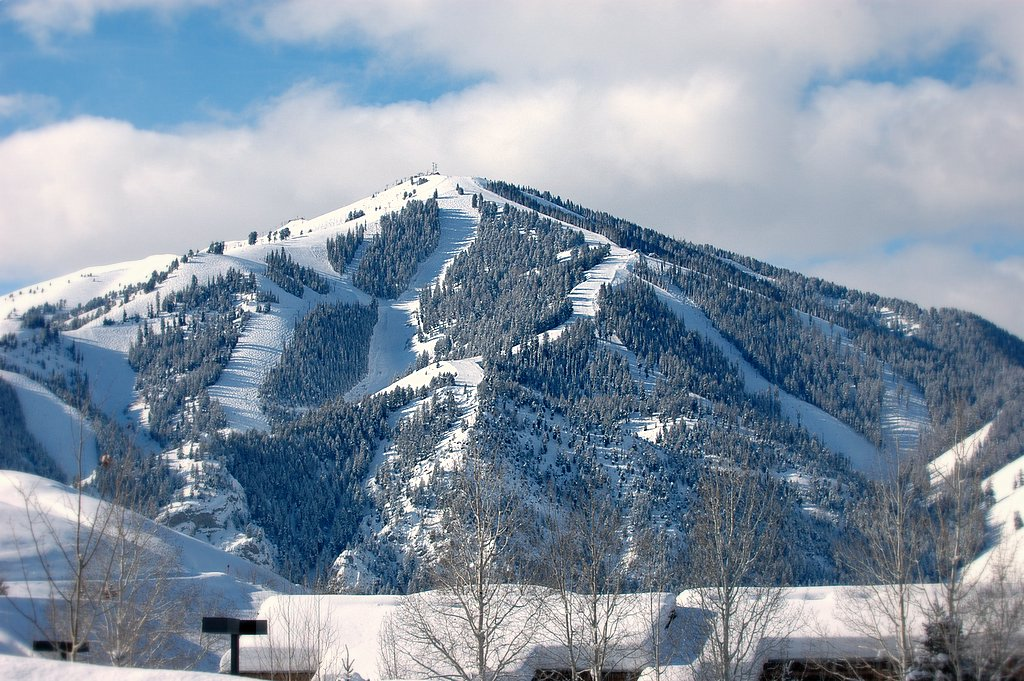
Bald Mountain Im Winter

In einer Serie von NBC „10.5 Apocalypse“ wurde vermutet, dass der Bald Mountain ein erloschener Vulkan sei, bis dieser ausbrechen würde. Die Asche des ausbrechenden Vulkans würde das ganze Skigebiet und die anliegenden Städte und Dörfer begraben.